# 柴胡
柴胡（拉丁文：Bupleuri Radix），《神農本草經》中稱為茈胡，為繖形科多年生草本植物北柴胡（Bupleurum chinense DC.）和紅柴胡（Bupleurum scorzonerifolium Willd.）的根或全草。其中北柴胡又名硬柴胡，而紅柴胡又名南柴胡、軟柴胡。同屬植物如銀州柴胡、興安柴胡、長白柴胡、三島柴胡、台灣柴胡等亦可入藥。
《神农本草经》言：柴胡“主心腹肠胃结气，饮食积聚，寒热邪气，推陈致新。”现代用以疏散退热，疏肝解郁，升阳举陷。

## 分佈
- 北柴胡：河北、河南、陝西。
- 南柴胡：江蘇、四川、湖北。

## 性味归经
味苦，性微酸，無毒。归心包经、肝、三焦、胆经。

## 功效
解表退熱，疏肝解鬱，升舉陽氣。
和解表里，疏肝，昇陽。治寒熱往來，胸滿脅痛，口苦耳聾，頭痛目眩，瘧疾，下利脫肛，月經不調，子宮下垂。《本經》：主心腹腸胃中結氣，飲食積聚，寒熱邪氣，推陳致新。 （《中藥大辭典）1183頁）
記載柴胡苦平微寒，味薄氣升為陽。主陽氣下陷，能引清氣上行，而平少陽、厥陰之邪熱。宣暢氣血，散結調經。《本草備要》
為足少陽膽經表藥。治痰熱結實，虛勞肌熱，嘔吐心煩，諸瘧寒熱，婦人熱入血室，胎前產後諸熱，小兒痘疹，五疳羸熱，散十二經瘡疽，血凝氣聚，功同連翹。
久服，輕身、明目、益精。
肝鬱型的慢性肝炎本品有較好療效。

## 禁忌
陰虛潮熱肝火上升忌用

## 延伸阅读
[在维基数据编辑]
 《欽定古今圖書集成·博物彙編·草木典·柴胡部》，出自陈梦雷《古今圖書集成》